# Krępsko (gromada w powiecie goleniowskim)
Krępsko – dawna gromada, czyli najmniejsza jednostka podziału terytorialnego Polskiej Rzeczypospolitej Ludowej w latach 1954–1972.
Gromady, z gromadzkimi radami narodowymi (GRN) jako organami władzy najniższego stopnia na wsi, funkcjonowały od reformy reorganizującej administrację wiejską przeprowadzonej jesienią 1954 do momentu ich zniesienia z dniem 1 stycznia 1973, tym samym wypierając organizację gminną w latach 1954–1972.
Gromadę Krępsko z siedzibą GRN w Krępsku utworzono – jako jedną z 8759 gromad na obszarze Polski – w powiecie nowogardzkim w woj. szczecińskim na mocy uchwały nr V/48/54 WRN w Szczecinie z dnia 5 października 1954. W skład jednostki weszły obszary dotychczasowych gromad Kąty, Krępsko, Łaniewo, Modrzewie i Żdżary ze zniesionej gminy Żółwia Błoć w tymże powiecie.
13 listopada 1954  (z mocą wstecz od 1 października 1954) gromada weszła w skład nowo utworzonego powiatu goleniowskiego w tymże województwie, gdzie ustalono dla niej 9 członków gromadzkiej rady narodowej.
Gromadę zniesiono 1 stycznia 1969, a jej obszar włączono do nowo utworzonej gromady Goleniów w tymże powiecie.